# Eginardo
Eginardo, chiamato anche Eginhard o Einhart (Maingau, marzo 775 – Seligenstadt, 14 marzo 840), è stato uno storico e architetto franco al servizio di Carlo Magno.

## Biografia
Fu educato all'abbazia di Fulda, dove ricevette una formazione di tipo romano che completò ad Aquisgrana, presso la corte di Carlo Magno, verso il 791-792. Conosciuto per essere stato il biografo di Carlo Magno, ricoprì un ruolo di spicco nella rinascita carolingia: dapprima fu nominato segretario particolare e poi consigliere di Lotario I, figlio primogenito di Ludovico il Pio. Rimase vedovo in età avanzata. Ludovico gli donò terre nella sua regione di origine (Michlinstat, Mulinheim) e gli conferì numerosi abbaziati laici: Saint-Wandrille (Fontenelle), dall'816 all'823, San Bavone di Gand, San Servais di Maastricht. Egli fece costruire una chiesa a Mulinheim e vi fece trasferire le reliquie dei santi Marcellino e Pietro. Nell'828 fondò l'abbazia di Seligenstadt.

## Opere
- Vita et gesta Caroli Magni, stampato a Colonia nel 1521, che è fonte di primaria importanza per la storia di Carlo Magno
- Le lettere[1]: 71 lettere pervenute a noi
- De Translatione et miraculis sanctorum Marcellini et Petri (La Traslazione ed i miracoli dei santi Marcellino e Pietro)
- Libellus de adoranda Cruce (Trattato sull'adorazione della Croce)
- Annales qui dicuntur Einhardi[2] (Annali detti d'Eginardo), che coprono il periodo 741-801 e di cui lui è uno dei tre autori